# Erdei kutya

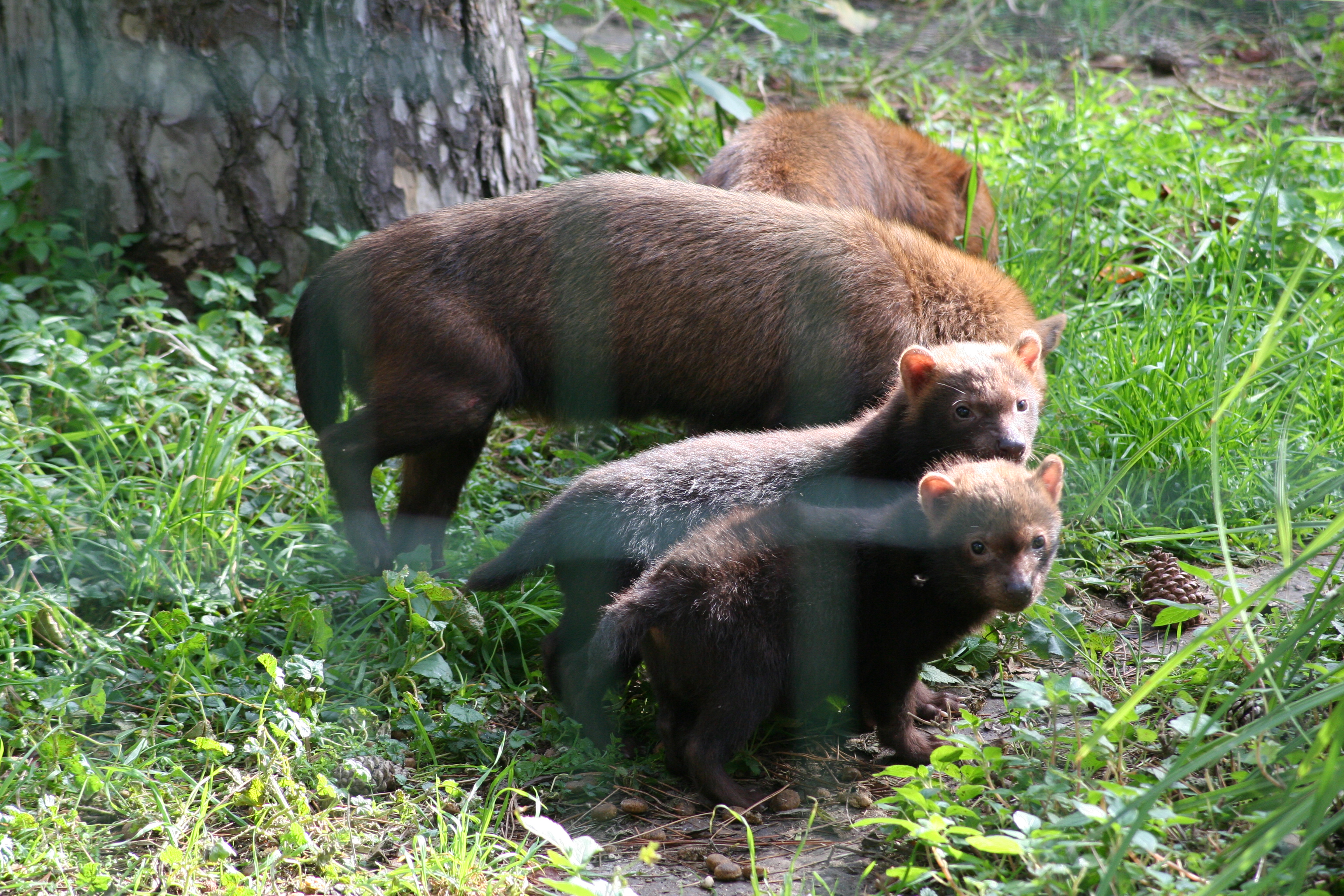
Erdei kutya pár a kölykeikkel

Az erdei kutya vagy őserdei kutya (Speothos venaticus) az emlősök (Mammalia) osztályának a ragadozók (Carnivora) rendjébe, ezen belül a kutyafélék (Canidae) családjába tartozó faj.
A Speothos emlősnem egyetlen faja.

## Előfordulása
Dél-Amerika északi területein mindenütt előfordul; erdőben, mocsárban, szavannán és bozótosban egyaránt megél. Brazíliától kezdve Bolívián át egészen Panamáig terjed az állománya. Manapság ritka állat.

## Megjelenése
Az erdei kutya fej-testhossza 57-75 centiméter, farokhossza 12,5-15 centiméter, marmagassága 20-30 centiméter és testtömege 5-8 kilogramm. Feje erőteljes; pofája rövid és széles, füle nagyon kicsi. Barna fejszőrzete világosabb árnyalatú, mint a test többi része. Teste zömök, izmos és meglehetősen hosszú. Szőrzete rövid és sötét rőtesbarna. Farka rövid, csapott, színe a sötétbarnától a feketéig terjedhet. Az erdei kutya rövid, erőteljes lábával a földhöz lapulva vág utat magának a növényzet sűrűjében.

## Alfajai
- Speothos venaticus panamensis – Panama
- Speothos venaticus venaticus – Ecuador, Kolumbia, Venezuela, Suriname, Guyana, Brazília északi és középső része, Peru, Bolívia, Paraguay és Argentína
- Speothos venaticus wingei – Brazília délkeleti része

## Életmódja
Kisebb falkákban vadászik és kifejezetten nappali állat. Tápláléka kisebb emlősökből áll; olykor gyümölcsöt is eszik. Fogságban 10 évig is élhet.

## Szaporodása
E kutyaféle ivarérettségét 14-18 hónapos korában éri el. A párzási idény rendszerint októberben van. A vemhesség 60-70 napig tart, ennek végén a nőstény 4-6 kölyköt hoz a világra. Mindkét szülő gondozza a kölyköket. A fiatal állatok ivarérésük elérése után is a falkával maradnak egy ideig.

## Állatkertekben
Az őserdei kutya Magyarországon csak a Szegedi Vadasparkban látható. Állatkerti körülmények között viszonylag jól szaporodik, de nem túl gyakran bemutatott faj. Többnyire párokat, vagy családokat tartanak együtt.